# 大智度論
大智度論（だいちどろん、梵: Mahā-prajñāpāramitā-śāstra, マハー・プラジュニャーパーラミター・シャーストラ）は、大乗仏教中観派の祖である龍樹による『摩訶般若波羅蜜経』（大品般若経、二万五千頌般若経、梵: Mahā-prajñāpāramitā Sūtra）に対する百巻に及ぶ注釈書である。初期の仏教からインド中期仏教までの術語を詳説する形式になっているので、仏教百科事典的に扱われることが多い。漢訳は鳩摩羅什による（402-405年、大正蔵No.1509）。
題名の「智度」（ちど）とは、「六度」（六波羅蜜）の内の「智慧波羅蜜」、「般若波羅蜜」（prajñāpāramitā）のこと。「智」は「智慧」すなわち「般若」の、「度」は「渡」と同じで「彼岸に渡ること」すなわち「波羅蜜」の意訳である。。つまり、「大-智度」とは「摩訶-般若波羅蜜（Mahā-prajñāpāramitā）」（経）の意訳であり、「大智度論」（Mahā-prajñāpāramitā-śāstra）という題名は、そのまま「『摩訶般若波羅蜜経』（Mahā-prajñāpāramitā Sūtra）についての論」の意である。
以上のごとく、『大智度論』という意訳的な漢訳題名は直感的に分かりづらいので、より原題に素直に『摩訶般若波羅蜜経釈論』『摩訶般若釈論』の名で呼ばれたりもする。

## 概要
中国隋の時代の書写経が正倉院聖語蔵に伝来している。しかしサンスクリット本が現存しないことや、『中論』などとスタンスが異なっていたり、他のサンスクリット文書に参照記述が見出せないことから、同名異人の龍樹ではないかとか、龍樹に仮託して編纂されたという説もある。著作者が誰であるかということについては、ラモット博士(fr)と日本の干潟龍祥博士の論争が一時仏教学会での話題となったが、収拾はついていない。
一般には、基本的な部分は龍樹の著作であり、その解説のために、訳者である鳩摩羅什が大幅な付加を加えたという説が普及している。漢訳は逐語的な注釈が続いていくが、大品般若経の序品第一の解釈が三十四巻まで続き、それ以降は唐突に抄訳になってしまうことなどから、鳩摩羅什が増広上書きしたとか、あるいは龍樹に仮託して撰述したという極端な説まで出されている。
大品般若経序品はそれまでの部派仏教の説を網羅し、般若波羅蜜によって見直すべきことを説いているので、いずれにしても大乗仏教の精髄を中国に伝えようと意図した羅什の手が入っている可能性は高いようである。

## 邦訳
- 山上曹源 『大智度論解題・國譯大智度論』（國譯大藏經 論部 1-4　国民文庫刊行会　1919年、1974年 第一書房から復刻　1)ISBN 978-4-8042-0258-7　2)ISBN 978-4-8042-0259-4　3)ISBN 978-4-8042-0260-0　4)ISBN 978-4-8042-0261-7）
- 眞野正順 譯 長尾雅人 谷川理宣 校訂 『大智度論・摩訶般若波羅蜜多心経・仁王般若波羅蜜経・仏母宝徳蔵般若波羅蜜経』（國譯一切経  印度撰述部 釋經論部 1-5下　初刊1936年、改訂1970年　大東出版社　1)ISBN 978-4-500-00141-5　2)ISBN 978-4-500-00142-2　3)ISBN 978-4-500-00143-9　4)ISBN 978-4-500-00144-6　5上)ISBN 978-4-500-00145-3　5下)ISBN　978-4-500-00146-0）
- 三井晶史 注記 『大智度論・中論・百論・十二門論』（昭和新纂國譯大藏經　論律部 3-8　名著普及会　1977年、2009年 大法輪閣からOD版復刻　3)ISBN 978-4804618425　4)ISBN 978-4-8046-1843-2　5)ISBN 978-4-8046-1844-9　6)ISBN 978-4-8046-1845-6　7)ISBN 978-4-8046-1846-3　8)ISBN 978-4-8046-1847-0
- 梶山雄一・赤松明彦 『大智度論（抄）』（大乗仏典　<中国・日本篇>  第1巻　1989年　中央公論社　ISBN 4-12-402621-8　現代語による抄訳）

## 注・出典
1. ↑  大辞林『智度』 - コトバンク
2. ↑  大辞林/大辞泉『六度』 - コトバンク
3. ↑  大蔵出版　WEB大正新脩大蔵経目録（PDF）（P.62）